# 野村昌弘
野村 昌弘（のむら まさひろ、1965年（昭和40年）12月13日 - ）は、日本の政治家。元滋賀県栗東市長（3期）。

## 来歴
滋賀県栗東町（現・栗東市）出身。栗東町立葉山小学校、栗東町立栗東中学校、滋賀県立守山高等学校卒業。
1995年（平成7年）6月、栗東町議会議員に就任。1999年（平成11年）、再選。2001年（平成13年）10月1日、栗東町は市制施行して栗東市となる。2003年（平成15年）に3選。2007年（平成19年）に4選。
2010年（平成22年）10月31日に行われた栗東市長選挙に無所属（自由民主党推薦、公明党支持）で出馬。前副市長の中村洋三、前市議の馬場美代子らを破り初当選した（野村：10,884票、中村：6,522票、馬場：3,635票）。投票率は44.69％。11月18日、市長に就任。
2014年（平成26年）、無投票で2期目の当選。2018年（平成30年）、無投票で3期目の当選。
2021年（令和3年）8月、自転車で移動中に転倒し左大腿骨骨折の重傷を負った。2022年（令和4年）7月15日、事故による体調面を考慮し同年秋の市長選挙への立候補を見送る意向を示した。

## 市政・人物
- 2020年（令和2年）5月18日、新型コロナウイルス対策費に充てるため、草津市、守山市、野洲市の3市長と合同で自身の6月期末手当を全額返上すると発表した。副市長と教育長も同様に返上する[5]。
- 2022年（令和4年）1月31日、栗東市は、野村と國松康博副市長が新型コロナウイルスに感染したと発表した[6]。